# Playa Las Salinas
La Playa Las Salinas está situada en el barrio de Las Salinas, en la ciudad de Viña del Mar, Región de Valparaíso, Chile. Se encuentra emplazada entre roqueríos en el camino costero a Reñaca.
Al igual que el barrio en que se encuentra, su nombre se debe a que a principios del siglo xx existió el proyecto de crear una planta de extracción de sal. Su historia como balneario surgió en el año 1929, cuando fueron inauguradas sus instalaciones, lo que ayudó a la consolidación de Viña del Mar como destino turístico. Cuenta con baños públicos, duchas y estacionamiento.